# Султанат Гова
Султанат Гова  — держава на півдні Сулавесі, яка прийшла на зміну раджанапату Гова-Таллок. З початку XVII ст. султанат вів війни з голландськими колонізаторами, які 1672 року здобули перемогу. Втім лише внаслідок війни 1904—1911 років голландцям вдалося встановити протекторат над Говою. Офіційно султанат ліквідовано у 1945 році з утворенням республіки Індонезія. У європейців відоме як королівство Макасар.

## Історія
З початку XIV ст. на південному заході острова Сулавесі утворилося 2 вождіства (раджанапати) Таллок і Гова, що вели тривалі війні між собою та сусідами. 1365 року їх згадано як васалів імперії Маджапагіт. У 1540-х роках Гова і Таллок об'єдналися в єдину державу.
1605 року раджа Караенг Матовая Тумаменага Рі Агаманна прийняв іслам, змінивши своє ім'я на Алауддін та прийнявши титул султана. З цього часу починається історія султаната Гова. З 1607 року активно проводив ісламізацію. Водночас залучав до портів іноземних торгівців, сприяючи посередницькій та міновій торгівлі. Спочатку налагодив стосунки з португальцями, згодом голландцями. 1613 року надав право англійцям звести в Макасарі власну факторію. Водночас велися іспішнівійни проти бусіських держав Сулавесі: в 1609 році переможено Соппенг, 1610 року — Ваджок, 1611 року — Боне.
Поступово наміри голландців панувати на Сулавесі та Моллукських островах призвели до конфлікту з султанатом, який також прагнув підкорити південний і центральний Сулавесі. Сутички велися з 1615 року. Вона тривала у 1666—1669 роках і отримала назву макасарської. На боці голландців виступив давній ворог султанату Гова — султанат Боне.
1673 року за умовами мирної угоди голландці отримали величезну контрибуцію і право на порт Сомба Опу (його було зруйновано), де звели факторію і форт (отримав назву Роттердам). Поступово навколо них виникло нове місто, відоме наразі як Макасар. В свою чергу султанат Гова поринув у політичну кризу, з якої зміг вийти лише у 1710-х роках. Разом з тим постійно посилювався політичний і економічний вплив голландців.
1904 року керівництво Нідерландської Ост-Індії почалася наступ на держави Сулавесі, намагаючись їх повністю підкорити. 1906 року внаслідок поразки султанат Гова втратив незалежність й був перетворений на одне з регентств. 1936 року відновлено статус султаната, але без значної влади. 1960 року після утворення республіки Індонезія султанат офіційно ліквідовано і перетворено на регентство 2-го ступеню Гова.

## Устрій
На чолі стояв султан, що спирався на родичі та знать. Частину знатних титулів було збереженоз часів існування раджанапату Гова-Таллок. Шляхта мало право на особисте ім'я та ім'я даен (прізвище). В свою чергу шляхта поділялася на вищу (анак тікно) й нижчу (анак церак). Вища шляхта отримувала титул караенг (на кшталт володар або пан) з додаванням назви власного володіння. Головний радник султана був караенгом Тумабікарабутти. Простолюдини називалися ата й були обмежені в правах.
Інував своєрідний уряд тумайлаланг, що спочатку складався з 3 міністрів. На чолі стояв старший тумайлаланг (тоа), що займався фінансами і зовнішніми справами, іншіми справами керував молодший тулайлаланг (лоло)

### Султани
- Алауддін (1605—1639)
- Малікуссаїд (1639—1653)
- Гасануддін (1653—1669)
- Амір Хамза (1669—1674)
- Мухаммад Алі (1674—1677)
- Абдул-Джаліл (1677—1709)
- Валі Султан-Ісмаїл (1709—1711)
- Сіраджуддін (1711—1735)
- Абдул-Хайр (1735—1742)
- Абдул-Кудус (1742—1753)
- Амас Мадіна Батара (1753—1767)
- Даенг Рібоко Арунгмампу (1767—1769)
- Зайнуддін (1770—1778)
- Бонтолангкаса (1778—1810)
- Лембанг Паранг (1810—1825)
- Катангка (1825—1826)
- Абдул-Кадір Мох-Айдід (1826—1893)
- Ідріс (1893—1895)
- Хусейн (1895—1906)
- регентство Нідерландської Ост-Індії
- Мухаммад Тахур Міхубуддін (1936—1946)
- Мухаммад Абдул-Кадир Айбуддін (1946—1960)

## Економіка

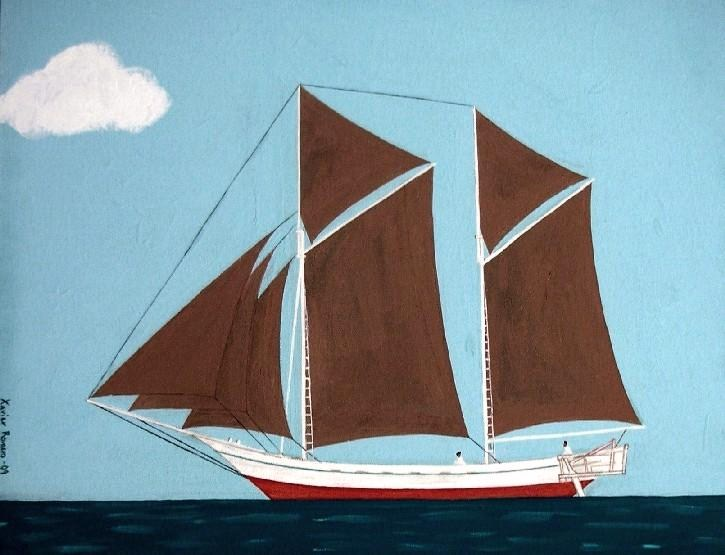
Пінісі

Основу становили рибальство і торгівля. В значній кількості вирощували і експортували рис. Місцеві жителі були відомими в регіоні суднобудівникам, зводили судна пінісі (двощогловий вітрильник) і ломбо.